# Valon Ahmedi
Valon Ahmedi (Ocrida, 7 ottobre 1994) è un calciatore albanese, attaccante o centrocampista del Rabotnički.

## Biografia
Nato in Macedonia da genitori di etnia albanese, si trasferisce in Italia sin da piccolo con la sua famiglia, stabilendosi a Castelbello-Ciardes, in provincia di Bolzano. Anche il cugino Besart Ibraimi è un calciatore professionista.

## Carriera

### Club

#### Südtirol e Celje
Formatosi calcisticamente nelle file dell'ASV Kastelbell-Tschars, col quale gioca in Seconda Categoria, nel luglio del 2012 si trasferisce al Südtirol, alternandosi tra giovanili e prima squadra. Nel corso della stagione debutta in Prima Divisione: ottiene due presenze nella prima annata e quattro nella seconda. Nell'estate 2014 decide di lasciare la squadra per trovare maggiore spazio altrove.
Il 10 luglio 2014 viene acquistato dalla squadra slovena del Celje, militante nella Prva Liga slovena, la massima serie del campionato sloveno, con la quale firma un contratto triennale con scadenza il 30 giugno 2017. Sceglie di indossare la maglia numero 10.

#### Maribor ed Ironi K. Shmona
Il 13 gennaio 2016 viene acquistato a titolo definitivo per 45.000 euro dal Maribor, con cui firma un contratto di 3 anni e mezzo con scadenza il 30 giugno 2019.
Il 15 settembre 2018 viene acquistato a titolo definitivo dalla squadra israeliana dell'Ironi K. Shmona, con cui firma un contratto triennale con scadenza il 30 giugno 2021.

### Nazionale
Ha collezionato 8 presenze segnando anche 2 gol con la nazionale albanese Under-19. Debutta con l'Under-21 il 6 febbraio 2013 nell'amichevole pareggiata per 0-0 contro la Macedonia Under-21.
Il 27 agosto 2017 riceve la sua prima convocazione in nazionale per le partite valide per le qualificazioni ai Mondiali 2018 contro Liechtenstein e Macedonia del Nord del 2 e 5 settembre 2017. Il 2 settembre 2017 fa il suo debutto con la nazionale maggiore nella partita valida per le qualificazioni ai Mondiali 2018 contro il Liechtenstein, subentrando nel secondo tempo, partita poi vinta per 2 a 0 dall'Albania.

## Statistiche

### Presenze e reti nei club
Statistiche aggiornate al 18 ottobre 2022.
| Stagione                 | Squadra                  | Campionato               | Campionato | Campionato | Coppe nazionali | Coppe nazionali | Coppe nazionali | Coppe continentali | Coppe continentali | Coppe continentali | Altre coppe | Altre coppe | Altre coppe | Totale | Totale |
| Stagione                 | Squadra                  | Comp                     | Pres       | Reti       | Comp            | Pres            | Reti            | Comp               | Pres               | Reti               | Comp        | Pres        | Reti        | Pres   | Reti   |
| ------------------------ | ------------------------ | ------------------------ | ---------- | ---------- | --------------- | --------------- | --------------- | ------------------ | ------------------ | ------------------ | ----------- | ----------- | ----------- | ------ | ------ |
| 2012-2013                | Südtirol                 | 1D                       | 2          | 0          | CI+CI-LP        | 0+0             | 0               | -                  | -                  | -                  | -           | -           | -           | 2      | 0      |
| 2013-2014                | Südtirol                 | 1D                       | 4          | 0          | CI+CI-LP        | 0+1             | 1               | -                  | -                  | -                  | -           | -           | -           | 5      | 1      |
| Totale Südtirol          | Totale Südtirol          | Totale Südtirol          | 6          | 0          |                 | 1               | 1               |                    | -                  | -                  |             | -           | -           | 7      | 1      |
| 2014-2015                | Celje                    | 1. SNL                   | 20         | 5          | CS              | 5               | 1               | -                  | -                  | -                  | -           | -           | -           | 25     | 6      |
| 2015-gen. 2016           | Celje                    | 1. SNL                   | 14         | 0          | CS              | 1               | 0               | UEL                | 2                  | 0                  | -           | -           | -           | 17     | 0      |
| Totale Celje             | Totale Celje             | Totale Celje             | 34         | 5          |                 | 6               | 1               |                    | 2                  | 0                  |             | -           | -           | 42     | 6      |
| gen.-giu. 2016           | Maribor                  | 1. SNL                   | 1          | 0          | CS              | 1               | 0               | UCL+UEL            | -                  | -                  | -           | -           | -           | 2      | 0      |
| 2016-2017                | Maribor                  | 1. SNL                   | 5          | 0          | CS              | 0               | 0               | UEL                | -                  | -                  | -           | -           | -           | 5      | 0      |
| 2017-2018                | Maribor                  | 1. SNL                   | 16         | 1          | CS              | 1               | 0               | UCL                | 10                 | 0                  | -           | -           | -           | 27     | 1      |
| lug.-set. 2018           | Maribor                  | 1. SNL                   | 0          | 0          | CS              | 1               | 0               | UEL                | -                  | -                  | -           | -           | -           | 1      | 0      |
| Totale Maribor           | Totale Maribor           | Totale Maribor           | 22         | 1          |                 | 3               | 0               |                    | 10                 | 0                  |             | -           | -           | 35     | 1      |
| 2018-2019                | Ironi K. Shmona          | LhA                      | 20         | 1          | CI+CdL          | 1+0             | 0               | -                  | -                  | -                  | -           | -           | -           | 21     | 1      |
| ott. 2019-gen. 2020      | Inter Zaprešić           | 1. HNL                   | 5          | 0          | CC              | 1               | 0               | -                  | -                  | -                  | -           | -           | -           | 6      | 0      |
| gen.-giu. 2020           | Škendija                 | PL                       | 4          | 0          | CM              | 1               | 0               | UCL+UEL            | -                  | -                  | -           | -           | -           | 5      | 0      |
| 2020-gen. 2021           | Škendija                 | PL                       | 13         | 4          | CM              | 1               | 0               | UEL                | 3                  | 0                  | -           | -           | -           | 17     | 4      |
| Totale Škendija          | Totale Škendija          | Totale Škendija          | 17         | 4          |                 | 2               | 0               |                    | 3                  | 0                  |             | -           | -           | 22     | 4      |
| 2021                     | Šachcër Salihorsk        | VL                       | 23         | 3          | CB              | 3               | 0               | UCL+UECL           | 2+2                | 0                  | SB          | 1           | 0           | 31     | 3      |
| 2022                     | Šachcër Salihorsk        | VL                       | 20         | 1          | CB              | 0               | 0               | UCL+UECL           | 2+2                | 0                  | SB          | 1           | 0           | 25     | 1      |
| Totale Šachcër Salihorsk | Totale Šachcër Salihorsk | Totale Šachcër Salihorsk | 43         | 4          |                 | 3               | 0               |                    | 8                  | 0                  |             | 2           | 0           | 56     | 4      |
| Totale carriera          | Totale carriera          | Totale carriera          | 147        | 15         |                 | 17              | 2               |                    | 23                 | 0                  |             | 2           | 0           | 189    | 17     |

### Cronologia presenze e reti in nazionale
| Cronologia completa delle presenze e delle reti in nazionale ― Albania | Cronologia completa delle presenze e delle reti in nazionale ― Albania | Cronologia completa delle presenze e delle reti in nazionale ― Albania | Cronologia completa delle presenze e delle reti in nazionale ― Albania | Cronologia completa delle presenze e delle reti in nazionale ― Albania | Cronologia completa delle presenze e delle reti in nazionale ― Albania | Cronologia completa delle presenze e delle reti in nazionale ― Albania | Cronologia completa delle presenze e delle reti in nazionale ― Albania |
| Data                                                                   | Città                                                                  | In casa                                                                | Risultato                                                              | Ospiti                                                                 | Competizione                                                           | Reti                                                                   | Note                                                                   |
| ---------------------------------------------------------------------- | ---------------------------------------------------------------------- | ---------------------------------------------------------------------- | ---------------------------------------------------------------------- | ---------------------------------------------------------------------- | ---------------------------------------------------------------------- | ---------------------------------------------------------------------- | ---------------------------------------------------------------------- |
| 2-9-2017                                                               | Elbasan                                                                | Albania                                                                | 2 – 0                                                                  | Liechtenstein                                                          | Qual. Mondiali 2018                                                    | -                                                                      | 86’                                                                    |
| 9-10-2017                                                              | Scutari                                                                | Albania                                                                | 0 – 1                                                                  | Italia                                                                 | Qual. Mondiali 2018                                                    | -                                                                      | 90+1’                                                                  |
| Totale                                                                 |                                                                        | Presenze (355º posto)                                                  | 2                                                                      |                                                                        | Reti                                                                   | 0                                                                      |                                                                        |

| Cronologia completa delle presenze e delle reti in nazionale ― Albania under 21 | Cronologia completa delle presenze e delle reti in nazionale ― Albania under 21 | Cronologia completa delle presenze e delle reti in nazionale ― Albania under 21 | Cronologia completa delle presenze e delle reti in nazionale ― Albania under 21 | Cronologia completa delle presenze e delle reti in nazionale ― Albania under 21 | Cronologia completa delle presenze e delle reti in nazionale ― Albania under 21 | Cronologia completa delle presenze e delle reti in nazionale ― Albania under 21 | Cronologia completa delle presenze e delle reti in nazionale ― Albania under 21 |
| Data                                                                            | Città                                                                           | In casa                                                                         | Risultato                                                                       | Ospiti                                                                          | Competizione                                                                    | Reti                                                                            | Note                                                                            |
| ------------------------------------------------------------------------------- | ------------------------------------------------------------------------------- | ------------------------------------------------------------------------------- | ------------------------------------------------------------------------------- | ------------------------------------------------------------------------------- | ------------------------------------------------------------------------------- | ------------------------------------------------------------------------------- | ------------------------------------------------------------------------------- |
| 6-2-2013                                                                        | Laç                                                                             | Albania under 21                                                                | 0 – 0                                                                           | Macedonia del Nord under 21                                                     | Amichevole                                                                      | -                                                                               | 46’                                                                             |
| 8-10-2014                                                                       | Buzău                                                                           | Romania under 21                                                                | 3 – 1                                                                           | Albania under 21                                                                | Amichevole                                                                      | -                                                                               | 46’                                                                             |
| 16-11-2014                                                                      | Emirati Arabi                                                                   | Albania under 21                                                                | 3 – 2                                                                           | Bahrein under 21                                                                | Torneo di Dubai                                                                 | 1                                                                               |                                                                                 |
| 18-11-2014                                                                      | Dubai                                                                           | Emirati Arabi Uniti under 21                                                    | 1 – 0                                                                           | Albania under 21                                                                | Torneo di Dubai                                                                 | -                                                                               |                                                                                 |
| Totale                                                                          |                                                                                 | Presenze                                                                        | 4                                                                               |                                                                                 | Reti                                                                            | 1                                                                               |                                                                                 |

## Palmarès

### Club

#### Competizioni nazionali
- Coppa di Slovenia: 1

Maribor: 2015-2016
- Campionato sloveno: 1

Maribor: 2016-2017
- Campionato macedone: 1

Škendija: 2020-2021